# 밀양중학교 축구부
밀양중학교 축구부는 경상남도 밀양시에 위치한 밀양중학교의 축구부이다. 

## 같이 보기
- 밀양중학교

## 참고 자료
- 밀성초. 밀양중. 밀성고 우승